# Avengers: Secret Wars
Avengers: Secret Wars é um futuro filme de super-herói estadunidense baseado na equipe Vingadores, da Marvel Comics. Produzido pela Marvel Studios e distribuído pela Walt Disney Studios Motion Pictures, é a sequência direta de Avengers: Doomsday (2026) e está programado para ser o quadragésimo filme do Universo Cinematográfico Marvel (UCM). Dirigido pelos Irmãos Russo e escrito por Stephen McFeely, o filme apresenta um ensemble cast, composto por  Robert Downey Jr., Pedro Pascal, Vanessa Kirby, Joseph Quinn e Ebon Moss-Bachrach. 
O filme foi anunciado em outubro de 2022 sob o título Avengers: Secret Wars. Os irmãos Russos se juntaram como diretores e McFeely assinou para escrever o roteiro em julho de 2024 na San Diego Comic-Con. As filmagens estão programadas para começar na primavera de 2025, juntamente com Avengers: Doomsday. Secret Wars será uma adaptação do arco de quadrinhos do mesmo nome lançado em 2015.

## Elenco
- Robert Downey Jr. como Victor von Doom / Doutor Destino.
- Pedro Pascal como Reed Richards / Senhor Fantástico: Um cientista muito inteligente e líder do Quarteto Fantástico que consegue esticar qualquer parte do seu corpo em grandes extensões.
- Vanessa Kirby como Sue Storm / Mulher Invisível: Esposa de Reed, irmã de Johnny e integrante do Quarteto Fantástico que pode gerar campos de força e ficar invisível.
- Joseph Quinn como Johnny Storm / Tocha Humana: Irmão de Sue e integrante do Quarteto Fantástico que pode controlar as chamas e voar.
- Ebon Moss-Bachrach como Ben Grimm / Coisa: O melhor amigo de Reed, um ex-astronauta e integrante do Quarteto Fantástico cuja pele foi transformada em uma camada de rocha laranja, concedendo-lhe força e durabilidade sobre-humanas.

## Produção
Na San Diego Comic-Con em julho de 2022, a Marvel Studios anunciou Avengers: Secret Wars. Em outubro daquele ano, foi revelado que Waldron estava escrevendo o roteiro. Majors foi contratado para reprisar seu papel como Kang até sua demissão em dezembro de 2023. Anthony e Joe Russo dirigirão o filme, enquanto Stephen McFeely será o roteirista. Robert Downey Jr. reprisará seu papel como Victor von Doom / Doutor Destino de Avengers: Doomsday. As filmagens estão programadas para começar na primavera de 2025, juntamente com Avengers: Doomsday.

## Lançamento
Avengers: Secret Wars está programado para ser lançado nos cinemas dos Estados Unidos em 17 de dezembro de 2027.